# Walter Corbo
Walter Luis Corbo Burmia (Montevideo, 2 de mayo de 1949) es un exfutbolista uruguayo que jugaba como portero. Jugó en Peñarol y Racing Club de Montevideo, Gremio de Brasil y San Lorenzo de Argentina.
Fue internacional con la Selección de fútbol de Uruguay con la que jugó 26 partidos. Participó en la Copa Mundial de Fútbol de 1970 en México donde su selección obtuvo el cuarto lugar. No jugó ningún partido en este mundial pues fue como suplente de Ladislao Mazurkiewicz.
El 28 de enero de 1976 fue el arquero de Peñarol en el clásico del fútbol uruguayo conocido como el «clásico del 5 a 1», en el que su equipo derrotó a Nacional por esa diferencia. También es el único guardameta de equipo denominado "grande" del fútbol uruguayo en atajar 2 penales en un mismo partido clásico.

## Clubes
| Club        | País      | Año         |
| ----------- | --------- | ----------- |
| Racing      | Uruguay   |             |
| Peñarol     | Uruguay   | 1968 - 1976 |
| Gremio      | Brasil    | 1977 - 1978 |
| San Lorenzo | Argentina | 1979 - 1980 |